# كريستا لدينج-روثنبور
كريستا لدينج-روثنبور (بالألمانية: Christa Luding-Rothenburger)‏ مواليد 4 ديسمبر 1959 في فايسفاسر، ألمانيا الشرقية، هي دراج ألمانية سابقة. سبق أن شاركت في دورة الألعاب الأولمبية الصيفية وفازت بميدالية أولمبية.

## الميداليات
| الميدالية | المسابقة                       |
| --------- | ------------------------------ |
| ذهبية     | الألعاب الأولمبية الشتوية 1984 |
| ذهبية     | الألعاب الأولمبية الشتوية 1988 |
| فضية      | الألعاب الأولمبية الشتوية 1988 |
| برونزية   | الألعاب الأولمبية الشتوية 1992 |
| فضية      | الألعاب الأولمبية الصيفية 1988 |

## روابط خارجية
- كريستا لدينج-روثنبور على موقع أرشيف الدراجات (الإنجليزية)
- كريستا لدينج-روثنبور على موقع SpeedSkatingBase.eu (الإنجليزية)
- كريستا لدينج-روثنبور على موقع SpeedSkatingNews.info (الإنجليزية)
- كريستا لدينج-روثنبور على موقع SpeedSkatingStats.com (الإنجليزية)
- كريستا لدينج-روثنبور على موقع اللجنة الأولمبية الدولية (الإنجليزية)
- كريستا لدينج-روثنبور على موقع أوليمبيديا (الإنجليزية)